# Trojan skin

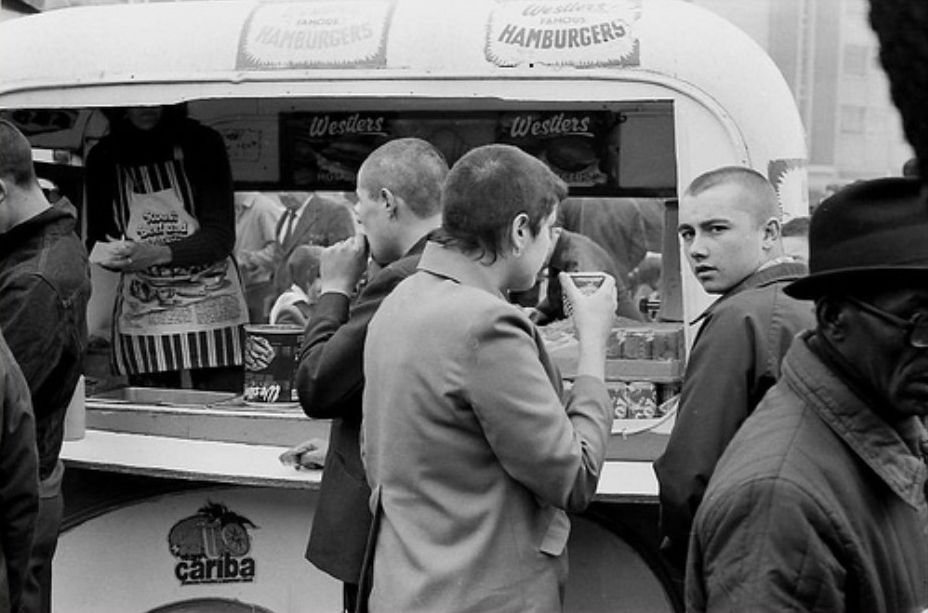
Trojan skin

Le Trojan skin (ou Trojan skinheads) est une sous-culture populaire, née en Grande Bretagne au milieu des années 1960. Elle rassemble les premiers skinheads anglais, qui ne sont alors pas encore politisés.

## Histoire
À partir du milieu des années 1960, de jeunes rebelles, qui revendiquent leur appartenance à la working class (classe ouvrière), commencent à se retrouver pour écouter une autre musique que les groupes alors en vogue. Ils se montrent très hostiles aux courants hippie et beatnick.  Les courants musicaux vers lesquels ils se tournent sont le ska, le rocksteady, le reggae et la soul. La plupart des disques qu'ils écoutent sont à ce moment produits par un label spécialisé dans l'importation de musique jamaïcaine, Trojan Records. Le nom du label va inspirer le nom de Trojan skinheads ou Trojan skin à ces jeunes.
Les musiciens de ces groupes, presque tous Jamaïcains, sont alors tous noirs. Prudents envers leur public, qu'ils savent essentiellement blancs, ils n'apparaissent jamais sur les pochettes de leur disques, préférant faire figurer sur les albums une paire de Doc Martens ou des canettes de bière.
Le tout premier groupe de musiciens blancs de cette première vague skin est la formation de glam rock Slade, né en 1968. Toutefois, on est encore loin d'une musique politisée,.
Parallèlement à son influence musicale, le Trojan skin lance aussi la  mode vestimentaire qui va influencer tous les différents courants skinheads postérieurs : les chemises Ben Sherman, les polos Fred Perry, les bretelles, les chaussures montantes Dr. Martens, les vestes Harrington, les manteaux noirs.